# 樸次茅斯女公爵路易絲·德·克魯阿爾
路易丝·勒妮·德·克鲁阿尔（Louise Renée de Penancoët de Kérouaille, Duchess of Portsmouth） （1649年9月6日 – 1734年11月14日，享年85） 英王查理二世的法国情妇。布列塔尼贵族家庭出身，1668年担任奥尔良公爵夫人的女侍。1673年成為查理最受寵愛的情婦，因此被授于朴茨茅斯女公爵。她秘密代理著法國對英外交的機密事務，盡心地促成英法之王室聯盟，努力地達成法王路易十四交予她影響或操控查理二世的任務，一直到1685年查理去世後才功成身退。

## 早期时代
她的父母亲是凱盧摩·德·皮納寇特和瑪麗·德·葡列。克鲁阿尔（Kérouaille）的名字来自她的祖先法蘭西斯·德·潘荷伊特。 
她的家族是布列塔尼著名的一个貴族，她在二十歲時（1668年）被安置在奥尔良公爵府中，担任公爵夫人亨里埃塔的侍女。亨里埃塔是英王查理二世的妹妹、法王路易十四的弟媳。

## 成为王室情妇
1670年路易絲陪着奥尔良公爵夫人，到多佛尔港访问查理二世；查理和路易十四，在多佛簽訂「多佛秘密條約」，決定1672年英法聯兵攻打荷蘭共和國（參見災難年與威廉三世 (英格兰)）。查理可能就在初次見面時，就看上了秀麗的路易絲。同一年公爵夫人猝死（可能是中毒而死，但证据不明），使她陷入無依無靠的境地；但查理国王不久就任命她为王后布拉干萨的凯瑟琳的侍女，讓她踏出成為國王情婦的第一步（最晚在1671年中就和查理發生了性關係）。
后来有人说，她在初見查理國王之前，就已經被法国宮廷收買並选定為迷住英格兰国王的特務，但这說法似乎没有证据支持。不過英王在初見她時展現出的覬覦之色，確實讓敏銳的法王路易十四（同在現場）開始策劃，利用她的美色去影響英王、資助法國。這個策略由法国駐英大使克鲁瓦西侯爵大力推動，同時也藉由英國国务卿阿灵顿伯爵亨利·本内特夫妇提供的管道（兩夫妻專門替查理二世物色美女、上貢為王家情婦），才得以讓路易絲進入王宮當侍女（實際上當國王情婦）。當路易絲於1673年成為查理最得寵的情婦時，法王給她的賄賂與秘密任務，也就水到渠成了。她受命替法國打探查理國王的機密心思，並且運用她的影響力，讓國王實施親法的外交政策並改信天主教。
路易丝能夠獲得查理国王浓厚的愛情和地位，足以顯示出她的聪明非凡。在她慵懶的外表和稚嫩的美丽下，隐藏了坚强的意志（日记作者约翰·伊夫林说她有"孩子脸baby face"）。她的儿子查尔斯（1672年–1723年）在1675年被授于里奇蒙公爵爵位。而在1673年8月19日，她被授于汉普郡费勒姆县彼特斯菲尔德女男爵和朴茨茅斯女公爵，說明她已成為查理二世的首席情婦了。她的生活年金和各种补贴金非常巨大，從1677年開始就有每年27,300英鎊的收入，而光是在1681年，她就获得讓人瞠目結舌的136,000英镑。
法国大使不斷送來的珍寶與禮物，使她了解她必須要为祖国的主权與利益服务。當法王路易十四給予她禮物和榮耀之後，這項交易就獲得確認，路易絲也忠實並出色地達成其任務。1673年路易十四很滿意她的工作成效，就在當年12月应查理二世要求，授予她欧比尼女公爵的采邑。也因此，英国人很討厭她。路易十四給她的一雙耳環價值一萬八千英鎊，是路易當年送給英國政要的禮物中，最昂貴的珍品，這也比路易送給英國王后的任何物品還貴重。
1675年後，英國大眾對她的痛恨人盡皆知。一方面是因为她專注於替法國的利益服務（因此降低了英國的地位），一方面是因為她勾引國王的狐媚天分而臭名昭彰。
查理二世的另一個情婦，奈爾·圭恩，就称她是"Squintabella"；有一次当奈爾坐馬車上街時，公眾誤以為車裡坐的是路易絲，憤怒地把馬車推倒，大罵「你這個舊教的婊子」，要攻擊她，奈爾趕緊爬出來懇求群眾：「拜託各位善良的人們，理性一點，我是新教的婊子！」（"Pray good people be civil, I am the Protestant whore."），群眾知道認錯人之後就大笑散開了。
在1678年查理的王權危機（所謂的「天主教陰謀」）期間，路易絲因為具有市民痛恨的雙重身分——天主教與法國人，害怕被憤怒的市民攻擊傷害，所以急忙逃離了英國；在逃難中她得到一個意想不到的盟友——（天主教的）凱薩琳王后，王后感受到路易絲總是表現出來的善意與貼心，因此向她伸出友誼之手。即使曾經長期生病而容顏清減（1677年），或著兩度遠離查理（1678、1682年），路易絲仍有足夠的能力讓國王關愛並思念她，得以維持她的寵眷不衰。查理二世臨終前夕，還一直惦記掛念著生命中的三個女人當中，就有路易絲（另兩位女人是布拉干薩的凱瑟琳與奈爾·圭恩）。

## 国王去世后的生活
查理国王逝世不久，無力影響國政的女公爵，就退隐到法国去了。她先在三年中失去了查理二世給她的永久生活津貼，接著在1688年的光榮革命後，失去了原本在愛爾蘭的封地收入。
在她的最后几年，她生活在法國的欧比尼（Aubigny），备受债务困擾。1715年路易十四死后，奥尔良公爵腓力二世摄政，给了她一笔养老金。1734年11月14日女公爵在巴黎去世。

## 联系
- Portraits of Louise de Keroualle